# Kuldscha alaicola
Kuldscha alaicola là một loài bướm đêm trong họ Geometridae.